# كارين جاي وارين
كارين جاي وارين (بالإنجليزية: Karen J. Warren)‏ هي فيلسوفة أمريكية، ولدت في 10 سبتمبر 1947 في نيو إنجلاند في الولايات المتحدة.